# Vyklantice
Vyklantice (en allemand : Wiklantitz) est une commune du district de Pelhřimov, dans la région de Vysočina, en République tchèque. Sa population s'élevait à 156 habitants en 2024.

## Géographie
Vyklantice se trouve à 10 km au nord-nord-est de Pacov, à 20 km au nord-ouest de Pelhřimov, à 44 km à l'ouest-nord-ouest de Jihlava et à 73,5 km au sud-est de Prague.
La commune est limitée par Čáslavsko et Křešín au nord, par Buřenice à l'est et au sud-est, par Útěchovice pod Stražištěm et Bratřice au sud et par Lukavec à l'ouest.

## Histoire
La première mention écrite de la localité date de 1410.

## Administration
La commune se compose de six sections :
- Kateřinky
- Nové Vyklantice
- Nový Smrdov
- Petrovsko
- Staré Vyklantice
- Starý Smrdov

## Galerie

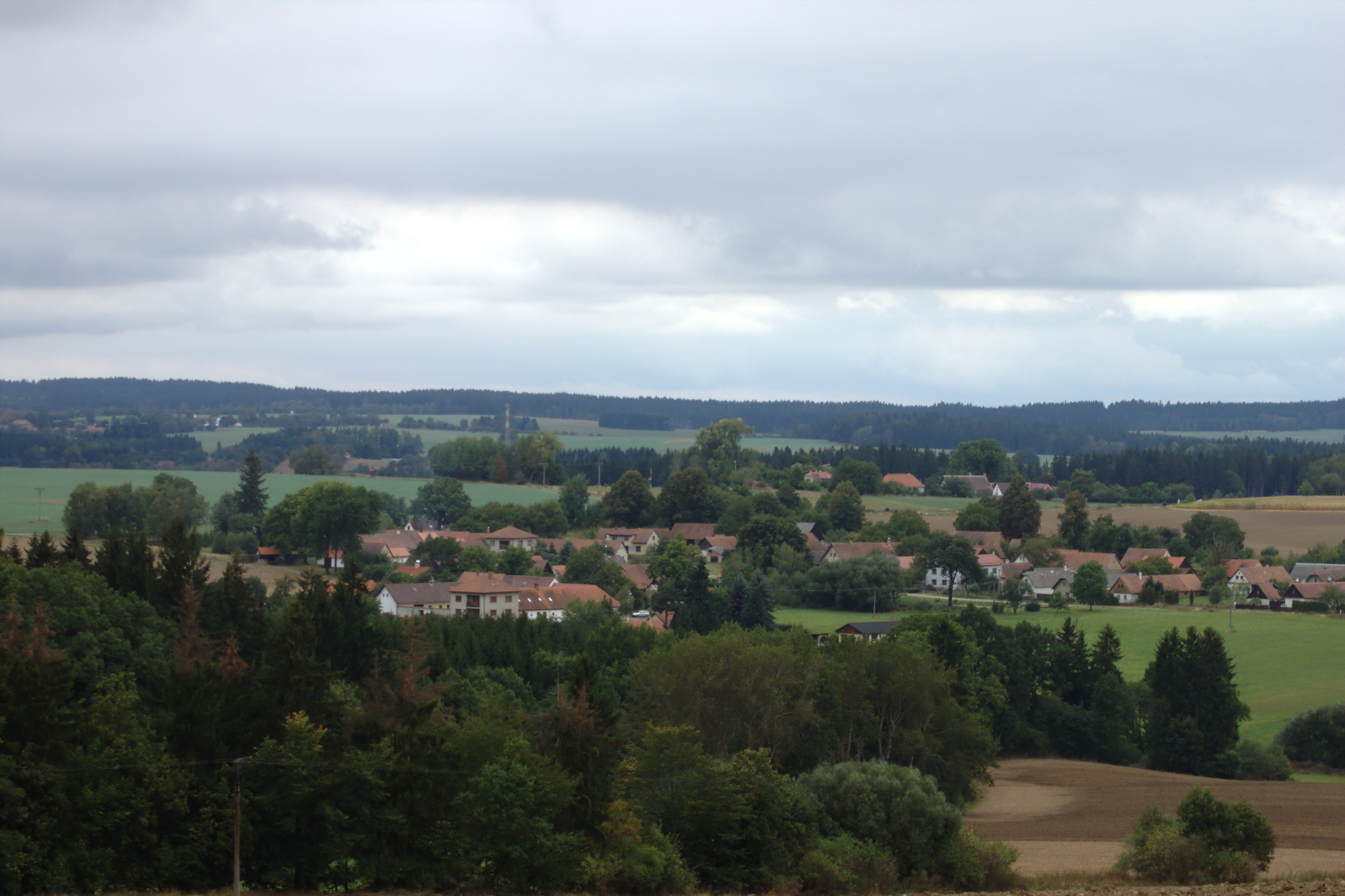
Vyklantice : vue sur Starý Smrdov.
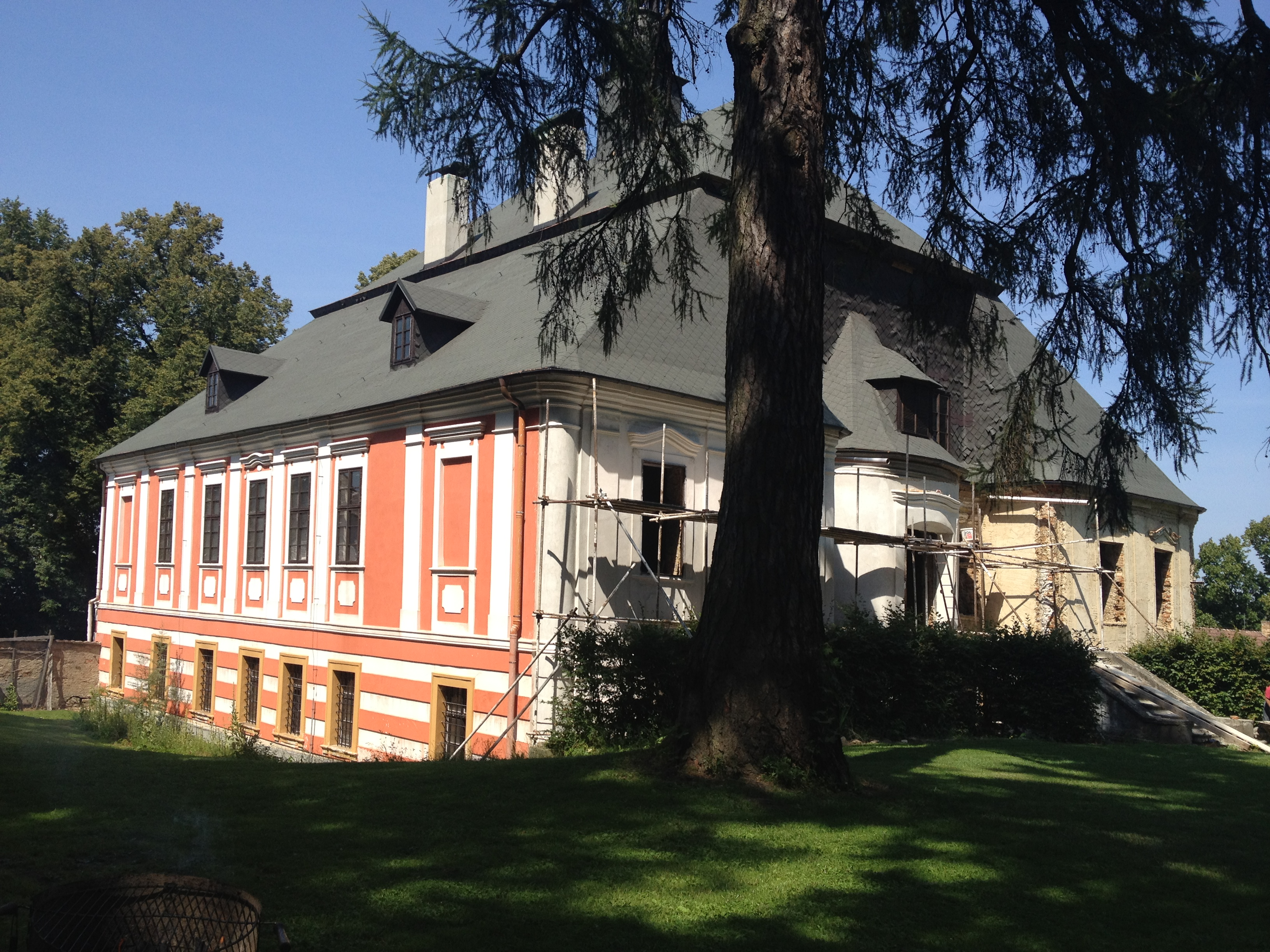
Château de Vyklantice.

## Transports
Par la route, Vyklantice se trouve à 11,5 km de Pacov, à 24 km de Pelhřimov, à 55 km de Jihlava et à 97 km de Prague.